# Амосов, Владимир Алексеевич
Влади́мир Алексе́евич Амо́сов (23 марта 1951 года с. Соровское, Шадринского района, Курганской области — 11 августа 2019 года, Екатеринбург) — советский биатлонист и тренер по биатлону. Чемпион и серебряный призёр чемпионата СССР (1974). Мастер спорта СССР международного класса, заслуженный тренер РСФСР.

## Биография
Начинал заниматься биатлоном в Каменске-Уральском. Выступал за команду Вооружённых Сил (СКА) и город Новосибирск, с 1976 года за город Свердловск.
В 1974 году на чемпионате СССР, проходившем в рамках зимней Спартакиады народов СССР, Амосов завоевал серебряную медаль в индивидуальной гонке, уступив Александру Тихонову. На этом же турнире в эстафете, выступая за вторую сборную РСФСР вместе с Александром Коробейниковым, Дмитрием Скосыревым и Николаем Романовым, выиграл титул чемпиона страны.
По окончании спортивной карьеры остался в команде СКА (Свердловск) на тренерской работе. Во второй половине 1980-х годов работал в молодёжной сборной СССР по биатлону. За свою работу получил звание заслуженного тренера РСФСР.

## Личная жизнь
- Супруга — олимпийская чемпионка в лыжных гонках Зинаида Амосова (в девичестве Шишкина[4]).
  - Внук — российский хоккеист Андрей Анкудинов.